# Orde de l'Estrella Roja
L'Orde de l'Estrella Roja (rus: Орден Красной Звезды; transliterat: Orden Krasnoy Zvezdy.) va ser una condecoració militar de la Unió Soviètica, establerta per decret del Presídium del Soviet Suprem de l'URSS del 6 d'abril de 1930 en reconeixement del valor a la batalla i pels èxits en la defensa de la Pàtria en temps de guerra i pau, en la seguretat de l'Estat, la promoció i el desenvolupament de la ciència militar. Aquests foren modificats per la llei de la Posició General sobre els Ordes de l'URSS (5 de maig de 1936), els decrets de la Presidència del Consell de l'URSS del 19 de juny de 1943, el 26 de febrer de 1946, el 15 d'octubre de 1947 i el 16 de desembre de 1947. Finalment, es realitzà una nova redacció dels estatuts el 28 de març de 1980.

## Estatut d'adjudicació
L'Orde de l'Estrella Roja va ser atorgada a soldats de l'exèrcit soviètic, l'armada, les forces frontereres i de seguretat interior, empleats del Comitè de Seguretat Estatal de l'URSS, així com a suboficials i oficials dels òrgans d'afers interns; a unitats, vaixells de guerra, associacions, empreses, institucions i organitzacions; així com a personal militar de països estrangers:
Podia ser atorgada:
- Als militars de l'Exèrcit Roig, Flota de Guerra, Tropes del Ministeri d'Interior (MVD) i Tropes del Comitè de Seguretat de l'Estat (NKVD).
- A les unitats militats, vaixells de guerra, sindicats i associacions, empreses i organitzacions.

També podia ser atorgada a estrangers.
Penja a la dreta del pit, i se situa després de l'Orde de la Guerra Patriòtica de 2a classe.
Era atorgada per:
- Pel valor personal i la valentia als combats, l'organització excel·lent i la direcció sabia de les operacions militars que contribueixin a l'èxit
- Per les operacions militars d'èxit de les unitats militars que comportin a una pèrdua important per part de l'enemic
- Pels mèrits en el manteniment de la seguretat de l'Estat i la inviolabilitat de la frontera de l'URSS
- Pel valor i la valentia en l'execució del deure militar o del servei amb risc de la pròpia vida
- Per l'execució exemplar de les tasques especials de comandament i altres proeses perfectes en temps de pau
- Pels grans mèrits en el manteniment de l'estat d'alerta alt de l'exèrcit, els índexs excel·lents en la preparació de combat i política, l'assimilació de les noves tècniques de combat i d'altres mèrits en el reforçament de les defenses de l'URSS
- Pels mèrits en el desenvolupament de la ciència i la tècnica militar, així com la capacitat de quadres per a les Forces Armades de l'URSS
- Pels mèrits en el reforçament de la capacitat defensiva dels Estats de la Confraternitat Socialista.[8]

## Disseny
L'Ordre de l'Estrella Roja és una estrella de cinc puntes d'argent esmaltada de vermell de 47 mm a 50 mm d'amplada (segons la variant). Al centre de l'anvers, un escut de plata oxidada amb la imatge d'un soldat dret amb un abric i un rifle, al llarg de tota la circumferència de l'escut, una banda estreta amb el lema comunista en relleu: "Treballadors del món, uniu-vos!" (rus: «Пролетарии всех стран, соединяйтесь!»), la banda sota el soldat portava la inscripció en relleu "URSS" ( rus: «СССР»). Sota l'escut, la falç i el martell, també de plata oxidada. El revers, que altrament era senzill, portava la marca del fabricant i el número de sèrie del premi. L'Ordre s'acoblava a la roba mitjançant un pern roscat i una fixació amb cargol.
Entre les dues puntes inferiors hi ha la falç i martell, també en argent.
Quan no es portava l'orde, es podia portar una cinta en el seu lloc a la barra de cinta del costat esquerre del pit. La cinta de l'Ordre de l'Estrella Roja era un moiré de seda vermell fosc de 24 mm d'amplada amb una franja central platejada de 5 mm d'amplada.